# 에너지 공동체
에너지 공동체, 前 남서유럽 에너지 공동체로도 알려져 있는 이 기구는 유럽 연합과 유럽 연합 내의 에너지 시장을 남서유럽으로 확장하려고 하는 세 국가의 이해관계로 설립된 국제기구이다. 동맹 체결국들은 자신들의 국가 내에 EU 에너지 공동체 기득권을 도입하는 것을 전제로, 이에 상응하는 적절한 에너지 관리 법률 기틀과 자국 내의 에너지 시장을 그 기득권에 자유 개방해야 한다.